# Zaratita
La zaratita és un mineral de la classe dels carbonats. Rep el nom del dramaturg Antonio Gil de Zárate (El Escorial, Madrid, Espanya, 1 de desembre de 1793 - Madrdi, 27 de gener de 1861).

## Característiques
La zaratita és un carbonat de fórmula química Ni₃(CO₃)(OH)₄·4H₂O. Cristal·litza en el sistema isomètric i la seva duresa a l'escala de Mohs és 3,5.
Segons la classificació de Nickel-Strunz pertany a «05.DA: Carbonats amb anions addicionals, amb H₂O, amb cations de mida mitjana» juntament amb els següents minerals: dypingita, giorgiosita, hidromagnesita, widgiemoolthalita, artinita, indigirita, clorartinita, otwayita, kambaldaïta, cal·laghanita, claraïta, hidroscarbroïta, scarbroïta, caresita, quintinita, charmarita, stichtita-2H, brugnatellita, clormagaluminita, hidrotalcita-2H, piroaurita-2H, zaccagnaïta, comblainita, desautelsita, hidrotalcita, piroaurita, reevesita, stichtita i takovita.

## Formació i jaciments
Va ser descoberta a la mina Manolita, situada al municipi de Cedeira, a la província de la Corunya (Galícia, Espanya). Tot i tractar-se d'una espècie poc habitual ha estat descrita a tots els continents del planeta excepte a l'Antàrtida. Als territoris de parla catalana ha estat descrita a la mina Eugènia, situada a Bellmunt del Priorat (Priorat) i a la mina Solita de Peramea (Baix Pallars).